# Папирусы Честера Битти
Папирусы Честера Битти — древнейшие манускрипты Нового Завета, написанные на папирусе. Хранятся в ирландской библиотеке Честера Битти (Дублин). Написаны на древнегреческом языке и имеют порядковые номера P45 (фрагменты 4-х евангелий и деяния апостолов), P46 (послания апостола Павла) и P47 (Апокалипсис). Впервые были опубликованы в 1931 году. Местом создания папирусов был, предположительно, египетский город Атфих